# Le Triomphe de Babar
Le Triomphe de Babar é um filme de animação de longa-metragem franco-canadense de 1989, dirigido por Alan Bunce.